# Arthur Goring Thomas
Arthur Goring Thomas   (Sussex, 20 de novembre de 1850 - Londres, 20 de març de 1892) fou un compositor anglès.
Era el fill menor de Freeman Thomas i Amelia, filla del coronel Thomas Frederick. Entre els seus germans grans incloïa Freeman Frederick Thomas, un conegut cricket, que era el pare de Freeman Freeman-Thomas, 1r marquès de Willingdon, virrei de l'Índia; i Sir Charles Inigo Thomas.
Va néixer al Ratton Park, Sussex, i es va formar al "Haileybury College". Estava destinat al servei civil, però la delicada salut va interferir en els seus estudis i el 1873 va anar a París per conrear el talent musical que havia mostrat des de ben jove. Aquí va estudiar dos anys amb Émile Durand. El 1875 va tornar a Anglaterra i el 1877 va ingressar a la Reial Acadèmia de Música, on va estudiar tres anys amb Ebenezer Prout i Arthur Sullivan, guanyant dues vegades la medalla "Lucas" de composició. En un període posterior va rebre alguna instrucció en orquestració de Max Bruch. La seva primera composició publicada va ser una cançó, Le Roi Henri, aparegut el 1871.
Una òpera còmica primerenca, Don Braggadocio (llibret del seu germà, Charles Inigo), va ser aparentment inacabada; Part de la seva música va ser utilitzada després per The Golden Web. Una selecció de la seva segona òpera, The Light of the Harem (llibret de Clifford Harrison), es va representar la Royal Academy of Music el 7 de novembre de 1879, amb un èxit que Carl Rosa li va encarregar que escrigués Esmeralda (llibret de Theophile Marzials i Alberto Randegger), dedicat a Pauline Viardot, produït a Drury Laneel 26 de març de 1883. (repartiment creador: Georgina Burns (Esmeralda): Barton McGuckin (Phoebus): William Ludwig (Frollo): Leslie Crotty (Quasimodo): Clara Perry (Fleur-de-Lys): Leah Don (Lois): J.H. Stilliard (Chevreuse): Ben Davies (Gringoire): GH Snazelle (Clopin). Aquesta òpera contenia l'ària molt reeixida "O, vision entrancing". Dos anys després es va estrenar aquest òpera (en alemany) a Colònia i Hamburg, i el 1890 (en francès) al Covent Garden.
El 16 d'abril de 1885, a Drury Lane, Rosa va produir la quarta i millor òpera de Thomas, Nadeshda (llibret de Julian Sturgis); una versió alemanya de la qual es va donar a Breslau el 1890. Una cinquena òpera, La Web d'or (llibret de Frederick Corder i BC Stephenson), una òpera bufa va ser produït més lleuger que els seus predecessors, (després de la mort del compositor) per la Carl Rosa Opera Company a Liverpool el 15 de febrer i al Lyric Theatre, Londres, l'11 de març de 1893. Malgrat una certa atenció crítica positiva, l'interès per l'òpera va ser de curta durada.
A més d'aquestes obres dramàtiques, les principals composicions de Thomas van ser un salm, Out of the Deep, per a soprano i cor (Londres, 1878); una oda coral, The Sun Worshipers (Norwich, 1881) i una suite de ballet per a orquestra (Cambridge, 1887). Una cantata, The Swan and the Skylark, es trobava a la partitura de piano entre els seus manuscrits després de la seva mort: va ser orquestrada per Charles Villiers Stanford, i presentada al Festival de Birmingham de 1894.
Les seves composicions menors inclouen més de 100 cançons i duets. El 1891 Thomas es va comprometre a casar-se; poc després va mostrar signes de malaltia mental, i la seva carrera va arribar a un final tràgic el 20 de març de 1892 quan es va suïcidar llançant-se davant d'un tren. Va ser enterrat al cementiri de Finchley.
Goring Thomas ocupa un lloc diferent entre els compositors anglesos del segle xix. La seva música, que mostra rastres de la seva primera formació francesa, revela un gran talent per a la composició dramàtica i un autèntic regal de melodia refinada i bella. Personalment el més amable dels homes, va ser el més crític amb la seva pròpia obra, mai no va intentar res pel que sentís que no era apte i revisant i reescrivint constantment les seves composicions.

## Atribucions
- Aquest article incorpora text d'una publicació ara al domini públic: Squire, William Barclay (1911). "Thomas, Arthur Goring". A Chisholm, Hugh (ed.). Encyclopædia Britannica. 26 (11a ed.). Cambridge University Press. pàgines 865–866.